# Adrien François Servais

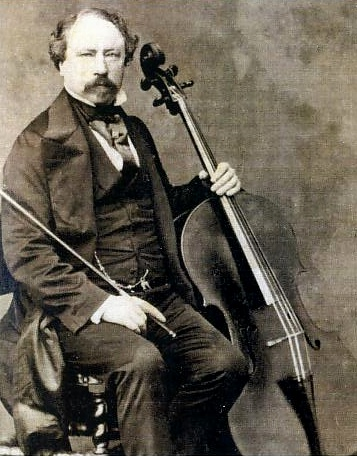
Servais

Adrien François Servais (Halle, 6 juni 1807 – aldaar, 26 november 1866) was een Belgisch cellist en componist, door zijn tijdgenoten weleens "de Paganini van de cello" genoemd. Hij is sinds 2007 ereburger van de stad Halle.

## Biografie
Zijn eerste muzieklessen, alsook de liefde voor muziek, kreeg hij van zijn vader die koorzanger en violist was (in de Sint-Martinuskerk te Halle), en als bijverdienste in herbergen en op kermissen optrad om de stemming er in te brengen.
Deze straatconcerten liggen aan de grondslag van Servais' muzikale loopbaan. Als kleine jongen mocht hij niet raken aan de dure viool van zijn vader, die hem om die reden een zelfgemaakte viool schonk, vervaardigd uit een klomp en wat afgedankte snaren. Spelend op dit instrument vergezelde hij zijn trotse vader op diens straatconcerten, tot algemeen vermaak van de omstanders. Op die manier werd zijn muzikaal talent ontdekt door de markies de Sayve, die het wonderkind onder zijn hoede nam en zijn vader ertoe overhaalde hem lessen te laten volgen.

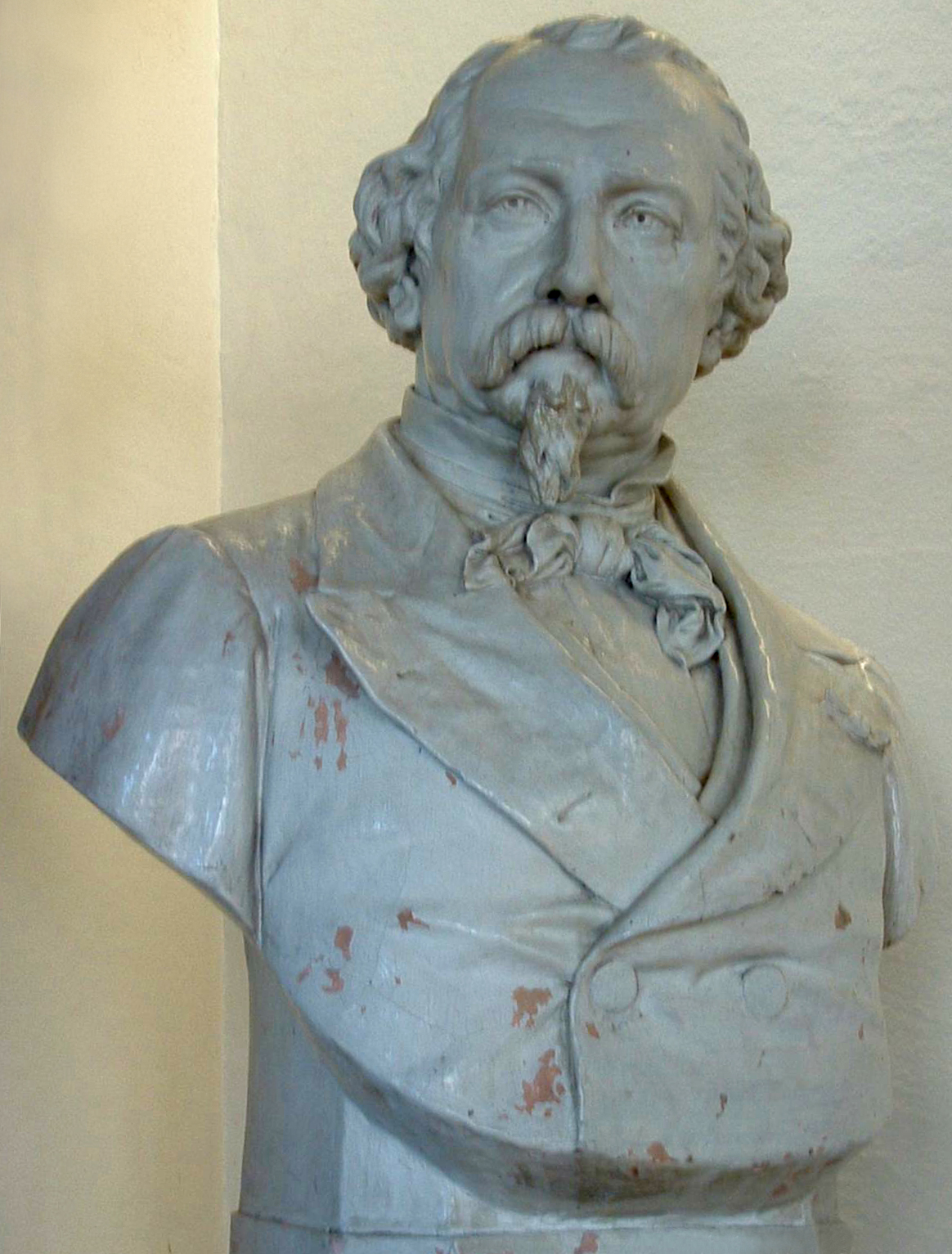
Borstbeeld van Servais door Lefever (Stedelijke Servaisacademie, Halle)

Rond 1827 hoorde de jonge Servais de vermaarde celloleraar Nicolas-Joseph Platel aan het werk, en meteen ontdekte hij zijn ware roeping: hij zou cellist worden. In 1829 behaalde Servais als student van Charles Louis Hanssens de 1e prijs aan de Koninklijke Muziekschool (na de Belgische omwenteling omgedoopt tot Conservatorium), en werd hij aangesteld tot repetitor bij Platel. Hij was al drie jaar als muzikant verbonden aan de Brusselse Muntschouwburg, toen hij door koning Leopold I werd aangesteld tot solocellist.
Van 1834 tot 1866 ondernam Servais verschillende concertreizen in heel Europa en oogstte overal triomfen. In 1837 was hij voor het eerst in Nederland. Tijdens een hofconcert in Den Haag werd hij zozeer bewonderd door de prinses van Oranje Anna Paulowna, dat zij hem wenste te introduceren bij haar broer, tsaar Nicolaas I. Servais vertrok in 1839 op concertreis naar Rusland, waar hij onder meer optrad voor de tsaar. Rond 1840 werd hij de eigenaar van een kostbare stradivariuscello, wellicht door toedoen van prinses Youssoupov te Sint-Petersburg.
Servais ondernam nog vaker concertreizen naar Rusland: in 1844/46 bracht de tournee hem tot in het verre Siberië. In Rusland leerde hij ook zijn vrouw kennen, Sophie Feygin. Het echtpaar liet te Halle een riante villa in Italiaanse stijl bouwen. De plannen werden ontworpen door Jean-Pierre Cluysenaer (bouwmeester van onder meer de Sint-Hubertusgalerij te Brussel), en de villa werd later aan de buitenkant versierd met beeldhouwwerk van Servais’ schoonzoon, de Poolse beeldhouwer Cyprien Godebski. Hier kreeg de familie Servais vele beroemdheden over de vloer: musici als Franz Liszt, Henri Vieuxtemps, Anton Rubinstein, Hubert Léonard en Charles Lamoureux, prins de Caraman-Chimay en prinses (en toekomstige koningin) Maria Hendrika.
In 1844 was Servais in Duitsland. Zijn eerste concert te Berlijn werd gedirigeerd door Felix Mendelssohn. In 1847 verbleef hij opnieuw te Parijs, waar Hector Berlioz hem aan het werk hoorde en hem in de krant Journal des débats vol bewondering "le Paganini du violoncelle" noemde. In 1848 werd hij leraar aan het Brusselse Conservatorium, waar hij vele goede leerlingen vormde, onder wie zijn zoon Joseph.

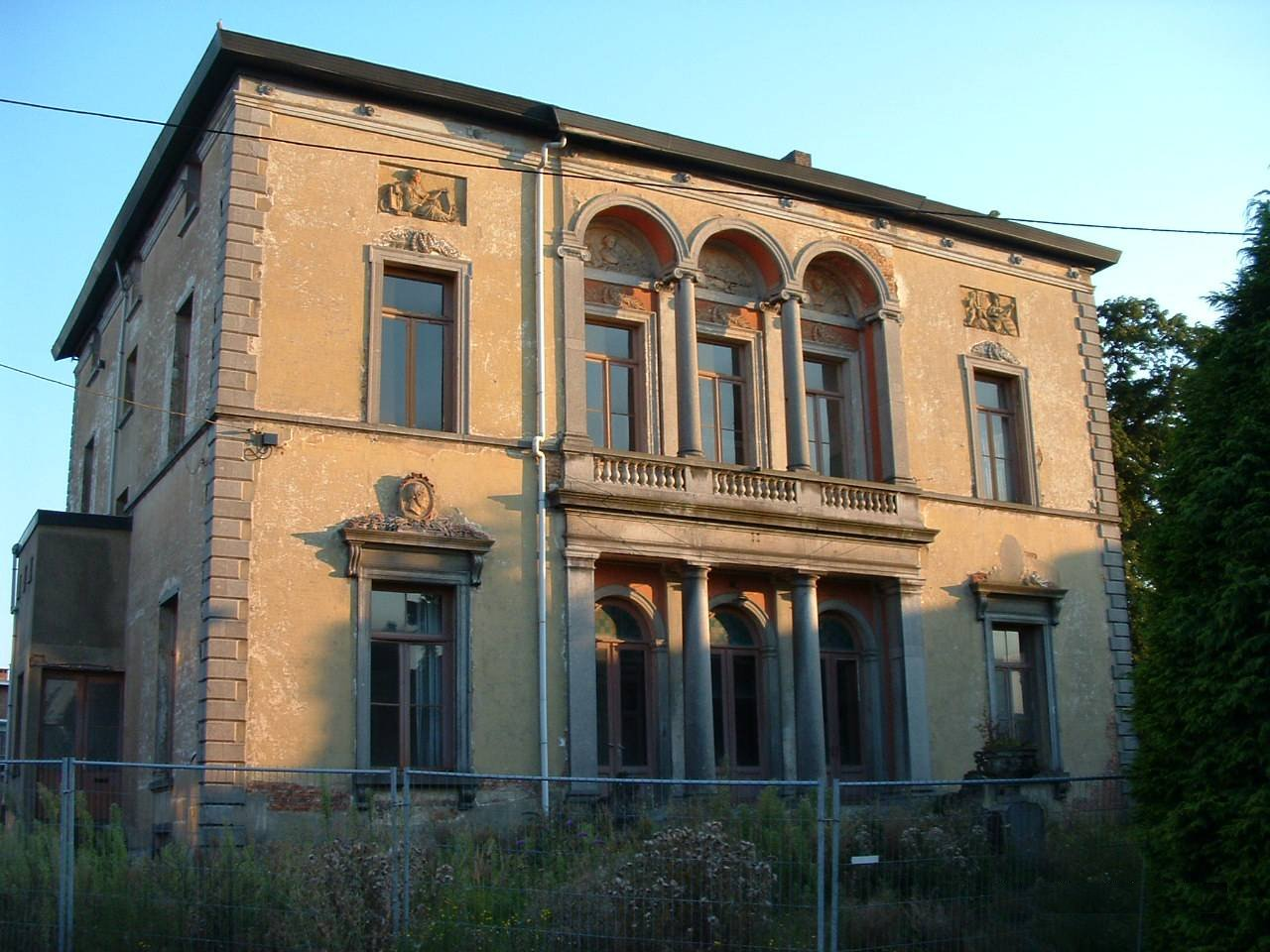
De villa Servais te Halle door J.-P. Cluysenaar

In februari 1866 reisde Servais nog een laatste maal naar Rusland. Nog hetzelfde jaar, in augustus, gaf hij een concert te Spa. Het zou een van zijn laatste optredens worden: eind november overleed hij op 59-jarige leeftijd. Bij het vernemen van de droeve tijding kwamen vele stadsgenoten toegestroomd naar de villa te Halle, om Servais een laatste groet te brengen. Het stadsbestuur besloot dat de onkosten voor de uitvaart door de stad zouden gedragen worden.
Wie Servais heeft gekend, typeerde hem als een goedlachs en goedaardig, maar gevoelig en impulsief man. Voor zijn uitvoeringen was hij echter onverbiddelijk veeleisend: voor zichzelf, zijn begeleiders én voor zijn publiek. Een vermaarde Parijse pianist werd door hem de laan uitgestuurd omdat hij tijdens de aanslepende repetities herhaaldelijk op zijn uurwerk had gekeken. En toen hij te Parijs een uitvoering van Wagners Tannhäuser bijwoonde en praatzieke mensen in het publiek hem beletten zich op de muziek te concentreren, riep hij luidkeels: "Vous n'êtes que des barbares!"
Over eventuele virtuositeit in het bespelen van de cello bestaat bij gebrek aan geluidsopnamens geen zekerheid. Hij kan beschouwd worden als dé voorloper van de Catalaan Pau Casals die de cello nog meer aandacht als solo-instrument heeft gegeven.

## Werk
François Servais heeft heel wat virtuoze, romantische cellomuziek gecomponeerd, onder meer:
- opus 1-21 voor cello met begeleiding van kamerorkest, strijkkwintet of piano
- duo’s voor cello en viool met Henri Vieuxtemps, Joseph Ghys en Hubert Léonard
- duo’s voor cello en piano met Jacques Gregoir
- een tiental transcripties voor cello

Sommige moderne critici lopen niet zo hoog meer op met Servais' muziek, die meer op onmiddellijk effect bij het aristocratische publiek van zijn tijd gericht was. Dit oordeel staat in schril contrast tot de lovende kritieken die zijn uitvoeringen bij zijn vak- en tijdgenoten (onder hen Berlioz en Rossini) ontlokte. Als componist kan de virtuoze cellist uiteraard niet op dezelfde leest geschoeid worden als vele van zijn grote tijdgenoten. Alhoewel hij harmonieleer had gestudeerd, vond Servais door zijn drukke agenda als uitvoerder nooit de tijd om grondig de compositietechniek onder de knie te krijgen.
Toch zijn vele cellisten over de hele wereld erg geïnteresseerd in Servais’ oeuvre. Een vijftiental van zijn composities wordt regelmatig uitgevoerd in binnen- en buitenland, ingestudeerd in conservatoria en op cd gezet.

## Privé

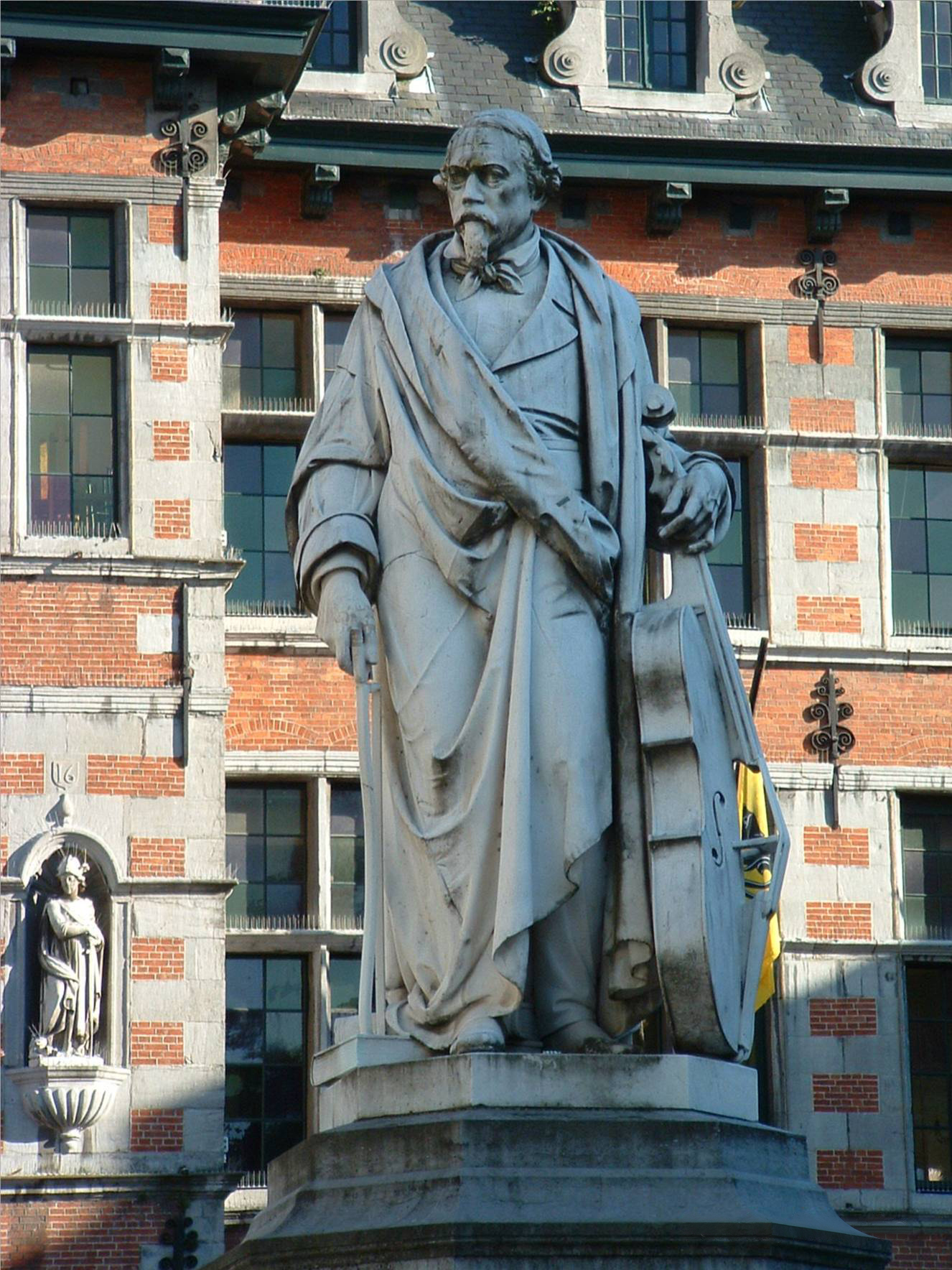
Standbeeld van Servais op de Halse Grote Markt (Cyprien Godebski)

Hij was zoon van schoenlapper Jean Baptiste Servais en Josephine Bande. Hijzelf was getrouwd met Sophie Feygin. Servais en zijn echtgenote Sophie kregen zes kinderen. Zonen François Mathieu Servais en Joseph Servais waren eveneens musicus. Hun oudste dochter Sophie trouwde met Cyprien Godebski en hun jongste dochter Augusta met de beroemde Wagnerzanger Ernest Van Dijck. Servais' kleindochter Maria Godebska, dochter van Sophie en Cyprien Godebski, wordt naar haar derde echtgenoot José Maria Sert i Badia, een Catalaanse muurschilder, vaak Misia Sert genoemd. Ze speelde een vooraanstaande rol in het Parijse artistieke leven van de Belle Époque en het interbellum. Pierre Bonnard, Henri de Toulouse-Lautrec, Pierre-Auguste Renoir, Théodore Roussel en Édouard Vuillard hebben haar meer dan eens geportretteerd. Ze stond model voor 2 personages uit "La recherche du temps perdu", een roman van Marcel Proust. Adrien François overleed in zijn “kasteel” in de Sint-Rochus binnen de gemeente Halle. Hij werd begraven op de Gemeentelijke Begraafplaats van Halle.

## Herinneringen aan Servais
- Onmiddellijk na Servais' dood gaf het Halse stadsbestuur aan zijn schoonzoon, de Poolse beeldhouwer Cyprien Godebski, de opdracht een standbeeld te vervaardigen. Het beeld, in carraramarmer, kreeg een plaats op de Grote Markt, vóór het stadhuis, en werd ingehuldigd op 1 oktober 1871.
- Een borstbeeld van Servais door Edmond Lefever bevindt zich in de Servaiszaal van het Stedelijke Servaisacademie, Halle.
- De beroemde Stradivarius-cello (uit 1701), waarmee Servais op het monument wordt afgebeeld, bevindt zich momenteel in de instrumentencollectie van het Smithsonian Institution te Washington.
- De villa van Servais te Halle van architect Jean-Pierre Cluysenaar, die onder meer de Koninklijke Sint-Hubertusgalerijen te Brussel ontwierp, heeft zwaar geleden onder de verschillende bestemmingen die ze later kreeg, en werd jarenlang verwaarloosd. In 2021 kreeg de villa een volledige renovatie waardoor het zijn oorspronkelijke karakter heeft teruggekregen. Het huis staat bekend onder de naam Villa Servais (ook wel Kasteel Servais) en is sinds 2021 bouwkundig erfgoed.[1]
- Servaiscollectie van het Den Ast in Halle: een verzameling partituren, foto's, brieven en andere documenten in verband met de familie Servais.
- In Halle is er een Servaiswandeling uitgestippeld, 'In de voetsporen van de beroemde Halse cellist'.

## Selectieve bibliografie
- Lev Ginsburg, History of the Violoncello, Paganiniana Publications, 1983 (met volledig hoofdstuk over Servais)
- Peter François, De familie Servais en het muziekleven in Halle & Europa, Halle, Zuidwestbrabants Museum Halle, 2004
- Peter François, Servais' muziek leeft! De muziek van Hallenaar Adrien-François Servais (1807-1866) in historisch en mondiaal perspectief, in Hallensia, nieuwe reeks, jg. 26, nr. 4, oktober-december 2004, p. 12-36
- Peter François, Adrien François Servais (1807-1866), de Paganini van de cello - the Paganini of the Cello, www.servais-vzw.org
- Peter François, Ah! Le métier de donneur de concerts! Adrien François Servais (1807-1866) als rondreizend cellovirtuoos, Halle, vzw Servais, 2007 (ISBN 9789078897019)
- Peter François, Adrien François Servais 1807-2007. Halse cellist met wereldfaam. Catalogus van de tentoonstelling in Halle, 5 mei - 6 juni 2007, Halle, vzw Servais, 2007 (ISBN 9789078897026)

### Lexicons
- Henri Viotta, Lexicon der Toonkunst, deel III, 1883, pagina 374
- Eduard A. Melchior: Woordenboek der toonkunst 1890, pagina 621
- Geïllustreerd muzieklexicon, onder redactie van Mr. G. Keller en Philip Kruseman, medewerking van Sem Dresden, Wouter Hutschenruijter (1859-1943), Willem Landré, Alexander Voormolen en Henri Zagwijn; uitgegeven in 1932/1949 bij J. Philips Kruseman, Den Haag; pagina 724
- Jozef Robijns, Miep Zijlstra: Algemene muziek encyclopedie, Haarlem: De Haan, 1979-1984, ISBN 978-90-228-4930-9, deel 9, pagina 143